# کومانلی
کومانلی (به ترکی آذربایجانی: Komanlı) یک منطقه مسکونی در جمهوری آذربایجان است که در شهرستان جلیل‌آباد واقع شده است. کومانلی ۲۶۹۶ نفر جمعیت دارد.